# 武克·斯特凡诺维奇·卡拉季奇
武克·斯特凡诺维奇·卡拉季奇（發音：[ʋûːk stefǎːnoʋit͡ɕ kârad͡ʒit͡ɕ]，1787年11月7日—1864年2月7日）是塞尔维亚语文学家及语言学家，是塞尔维亚语的主要改革家。他因为他的民间诗歌、传说和谚语集而被称为塞尔维亚民间传说研究之父。他也是第一部以他新改革的语言创作的塞尔维亚语词典的作者。
他知名于国内外，并且为雅各布·格林、约翰·沃尔夫冈·冯·歌德和历史学家利奧波德·馮·蘭克所熟知。武克为兰克1829年的《Serbische Revoluzion》（塞尔维亚革命）提供第一手资料。
他接受了多个名誉学位。

## 生平

### 早年生涯

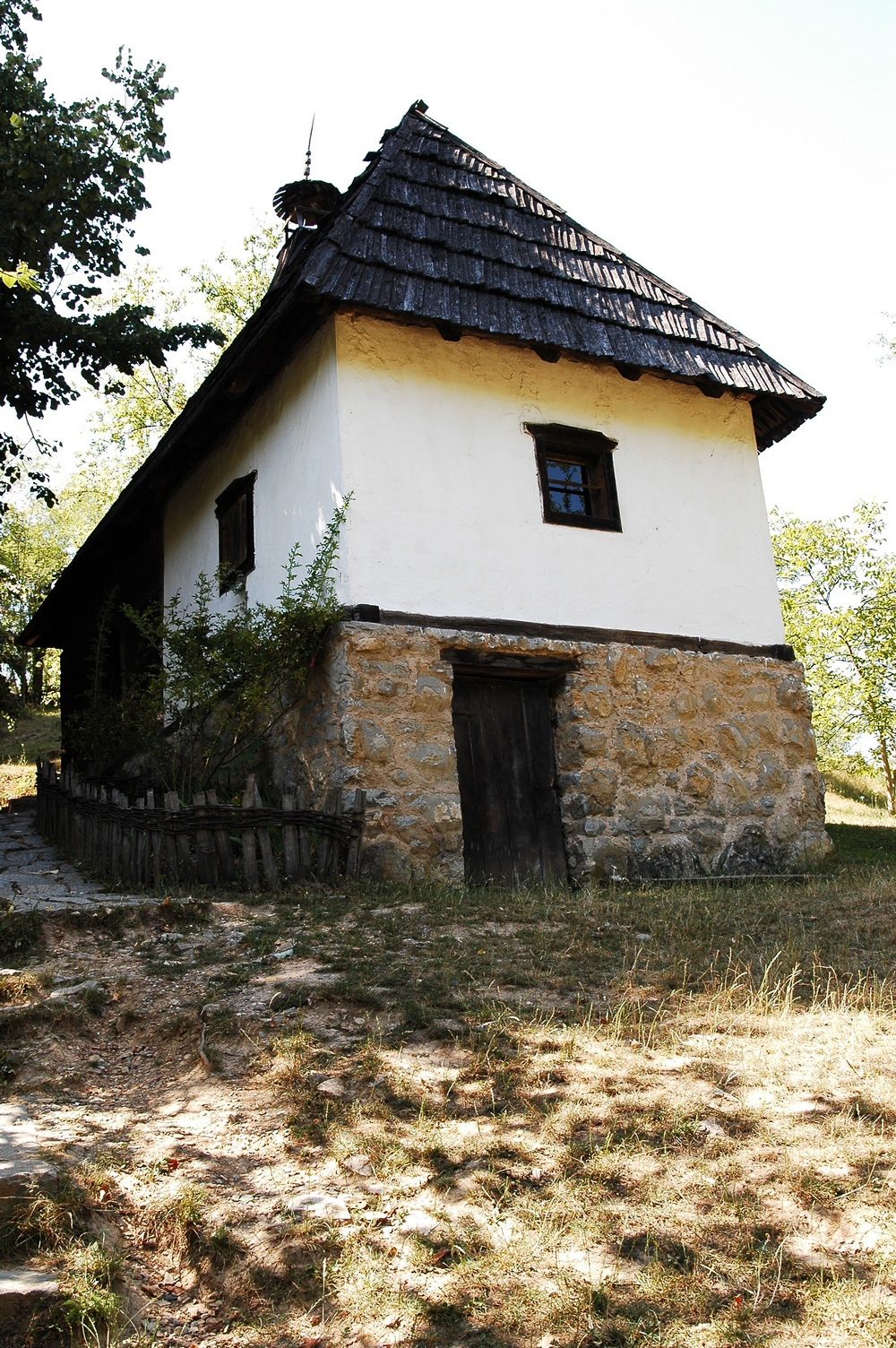
武克·卡拉季奇的住宅今天在完全为博物馆的Tršić

武克·卡拉季奇生于奥斯曼帝国治下临近洛兹尼察的Tršić村（今属塞尔维亚），父亲斯特凡（Stefan），母亲耶格达（Jegda；娘家姓Zrnić）。他的家庭搬迁自德罗布尼亚齐，他的母亲生于尼克希奇Ozrinići（今属黑山）。从他的家庭出生的新生儿很少存活，由此给他取名武克（意为“狼”）以期望女巫和和恶魔不会伤害他。

### 教育

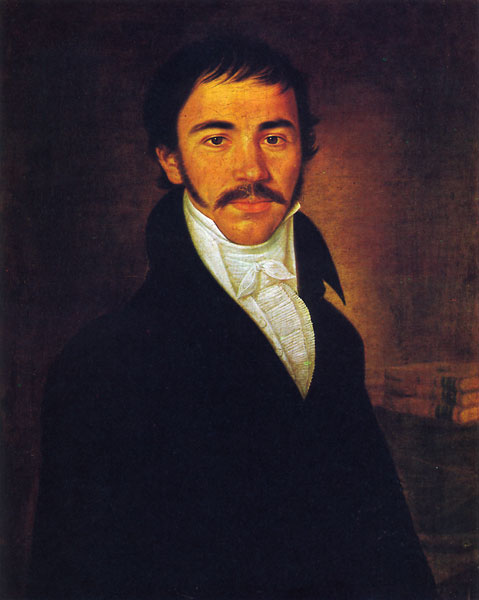
Pavel Đurković绘制的油画，追溯至1816年（29岁）

武克·卡拉季奇有幸成了当时在那个地区唯一有学识的人Jevta Savić Čotrić的亲戚，他教卡拉季奇读书和写字。卡拉季奇在洛兹尼察Tronoša修道院继续接受教育。作为儿童他在那里学习书法，用芦苇杆而不是笔，并用黑火药做墨水。在书写纸张的合适的替代品中如果他能得到包装盒会很幸运。在整个地区，正规的学校教育在当时没有推广，而且他的父亲最初不让他去奥地利。自从在修道院的大多数时间里卡拉季奇被迫去草场放牧而不是学习以来，父亲带他回家。其间争取塞尔维亚从奥斯曼独立的第一次塞尔维亚人起义在1804年爆发。在斯雷姆斯基卡尔洛夫齐尝试进入文理中学失败（因卡拉季奇19岁而超过入学年龄）以后，卡拉季奇前往彼得里尼亞，在那里他花几个月学习拉丁语和德语。后来前往贝尔格莱德去见德高望重的学者多西泰伊·奥布拉多维奇，并且请求收他。不幸的是，奥布拉多维奇拒绝了他。受挫以后，卡拉季奇前往亚达尔并开始给雅科夫·内纳多维奇作抄写员。在贝尔格莱德高等学校建立之后，卡拉季奇成了那里的第一批学生。

### 后期生涯及逝世
后来，他生了病，并在佩斯和诺维萨德接受治疗，但无法为他的腿得到治疗。传说卡拉季奇有意拒绝接受截肢手术，而不是决定去做假肢，对此在他的作品中有一些讽刺性的引用。卡拉季奇后来回到塞尔维亚，然而因为奥斯曼在1813打败了起义，他去往维也纳并在后来见了对斯拉夫语研究有强烈兴趣的有经验的语言学家耶尔内伊·科皮塔尔。科皮塔尔的影响帮助了卡拉季奇努力改革塞尔维亚语及其正写法。另一个重要的影响来自萨瓦·姆尔卡利。
1814和1815年，武克出版了《塞尔维亚民间诗歌》（Српске народне пјесме）两卷，后来增加到四卷，再加到六卷，最后是九卷。在增补的版本中，这些优美的诗歌引起了整个欧美文学界对它们的关注。歌德把其中一部分定为“杰作且值得和所罗门《雅歌》作比较。”
1824，他向雅各布·格林寄了他的民歌集的副本，他特别着迷武克从老拉什科的歌曲中记录下来的斯卡达尔的建筑，格林将其译成德文，这首歌成名并影响了几代人。格林将他们与最经典的荷马诗歌做了比较，并称《斯卡达尔的建筑》（Зидање Скадра на Бојани）是“所有国家和所有时代中最感人的一首歌。”法国浪漫主义学派的创始人夏爾·諾迪埃、普羅斯佩·梅里美、拉马丁、熱拉爾·德·內瓦爾和克洛德·福里埃尔翻译了其中的很大一部分，而且它们还吸引了俄国人亚历山大·普希金、芬兰民族诗人约翰·卢德维格·鲁内贝里、捷克人萨缪尔·罗兹纳伊、波兰人卡齐米日·布罗津斯基、英格兰作家沃尔特·司各特、Owen Meredith和寶寧，还有其他人的注意。
卡拉季奇继续收集歌曲直到1830年代，他于1834年秋来到黑山。他前往科托尔湾到冬季，并于1835年春返回。在那里卡拉季奇见了生于里桑的心怀抱负的文学家武克·弗尔切维奇。从那时起弗尔切维奇成为卡拉季奇收集民间诗歌和神话故事并寄望维也纳的忠实的合作者许多年。武克·卡拉季奇的另一个同样勤奋的合作者是牧师武克·波波维奇。弗尔切维奇和波波维奇都坚定并无私地加入到为武克提供民族志、传说和词汇材料的采集。后来，其他合作者加入，包括米兰·米利切维奇

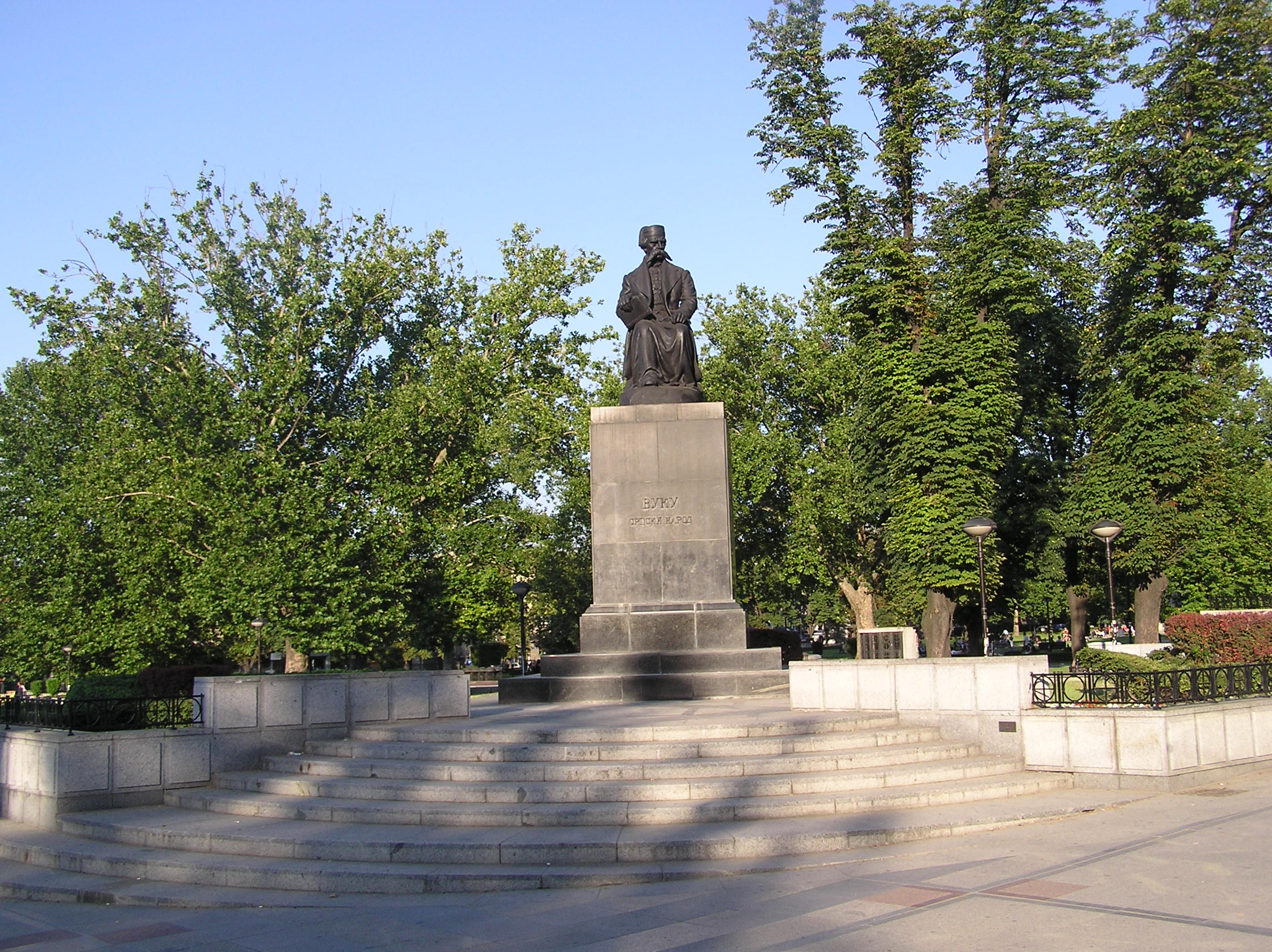
贝尔格莱德武克·卡拉季奇纪念碑

卡拉季奇的大部分作品在米洛什·奥布雷诺维奇大公的统治期间在塞尔维亚和奥地利被禁止出版。从政治角度观察，由于诸多明显因素，奥布雷诺维奇大公把卡拉季奇的作品视为一个潜在危险，其中之一可能就是一些作品的内容即使是纯粹的诗篇，也有可造成某种爱国主义和宣扬自由与独立的感觉，像是鼓动人们起义反抗土耳其人。这反过来会证明对米洛什大公亲奥斯曼帝国的，带着他近期伪造的不安气氛的政策有害。而在黑山，涅戈什的印刷机没有被称作“硬音符号”的古代字母；也就是说，它支持武克·卡拉季奇的正写法。米洛什大公讨厌涅戈什放弃硬音符号，当时，激烈的学术争论已经开始，还涉及到宗教的等级制度。然而卡拉季奇的作品受到了高度赞扬并且随处可见，尤其是在俄国。此外，卡拉季奇于1826年被沙皇授予全额年金。
他逝世于维也纳，留下他的女儿，画家兼作家米娜·卡拉季奇，和他的儿子迪米特里耶·卡拉季奇军官。他的灵柩于1897年迁入1897贝尔格莱德并隆重安葬于圣天使长米迦勒主教座堂前面的多西泰伊·奥布拉多维奇之墓的旁边。

## 成就

### 语言改革

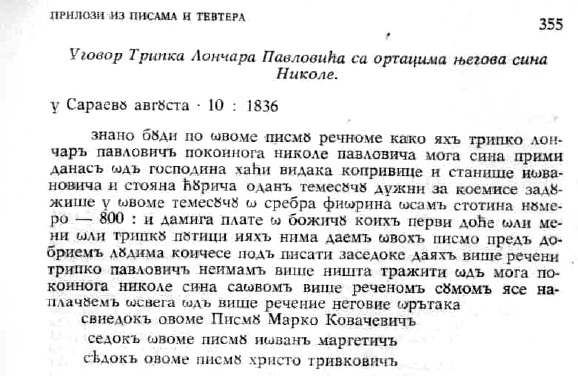
1836年写于萨拉热窝的一份手写借款通知单的副本，塞尔维亚正写法改革前的例子。注意末尾三个证人用他们自己的拼写标准。

卡拉季奇改革了塞尔维亚书面语，并通过约翰·克里斯托弗·阿德隆的模式和扬·胡斯的捷克语字母之上的严格的音位准则把塞尔维亚语西里尔字母标准化。卡拉季奇对塞尔维亚书面语的改革使之现代化，并使之与塞尔维亚和俄国教会斯拉夫语拉开了距离，反而更接近常见的民间语言，尤其是东黑塞哥维那的方言。卡拉季奇和1850年维也纳文学协定的主要塞尔维亚签字人Đuro Daničić受到奥地利当局的启发，为塞尔维亚语奠定了基础。卡拉季奇还把新约全书翻译成塞尔维亚语，1868年出版。语言标准化的努力持续到了这一世纪的晚期。之前塞尔维亚人取得了完全独立的状态（1878年），以及以贝尔格莱德和诺维萨德为基础的繁荣的民族文化。尽管签订了维也纳文学协定，塞尔维亚人在这段时间发展了ekavian口音，塞尔维亚人大多数的本土化口语。

### 文学作品
为了他的文字改革，卡拉季奇还为民间文学做了贡献，用农民文化作为基础。因为他的农民家教，他亲近于农民的口头文学，将其编译以用于他的民歌、传说和谚语集。在卡拉季奇不曾考虑农民生活的浪漫的时候，他视之为塞尔维亚文化不可分割的一部分。他收集了数卷的民间散文和诗歌，包括一本自幼学习并从记忆中写下的100首抒情的和史诗般的歌曲的书。他还出版了第一部塞尔维亚口语词典。为了他的工作他在陷入贫困的时候接受了一点资金援助，即使最后9年他接受了来自米洛什·奥布雷诺维奇大公的退休金。在一些情况下卡拉季奇事实上不仅通过记录口头文学收集民间诗歌，而且从转录自其他斯雷姆来的收藏家的手稿歌本。

### 非语言学著作
在文学领域取得的巨大成就之外，武克对当时的塞尔维亚人类学与民族志都做出了贡献。他留下了人体及人种志记录的物理方面的笔记。他引入人体部位（从头到脚）上的丰富的术语到口语中。这些术语应该说仍然在科学和日常用语中使用。他提供了出其他方面之外他自己对环境和居住者之间，与部分食物、居住状况、卫生、疾病和丧葬习俗的联系的解释。武克·卡拉季奇所有这些贡献并没有出名或者被研究。

## 遗产

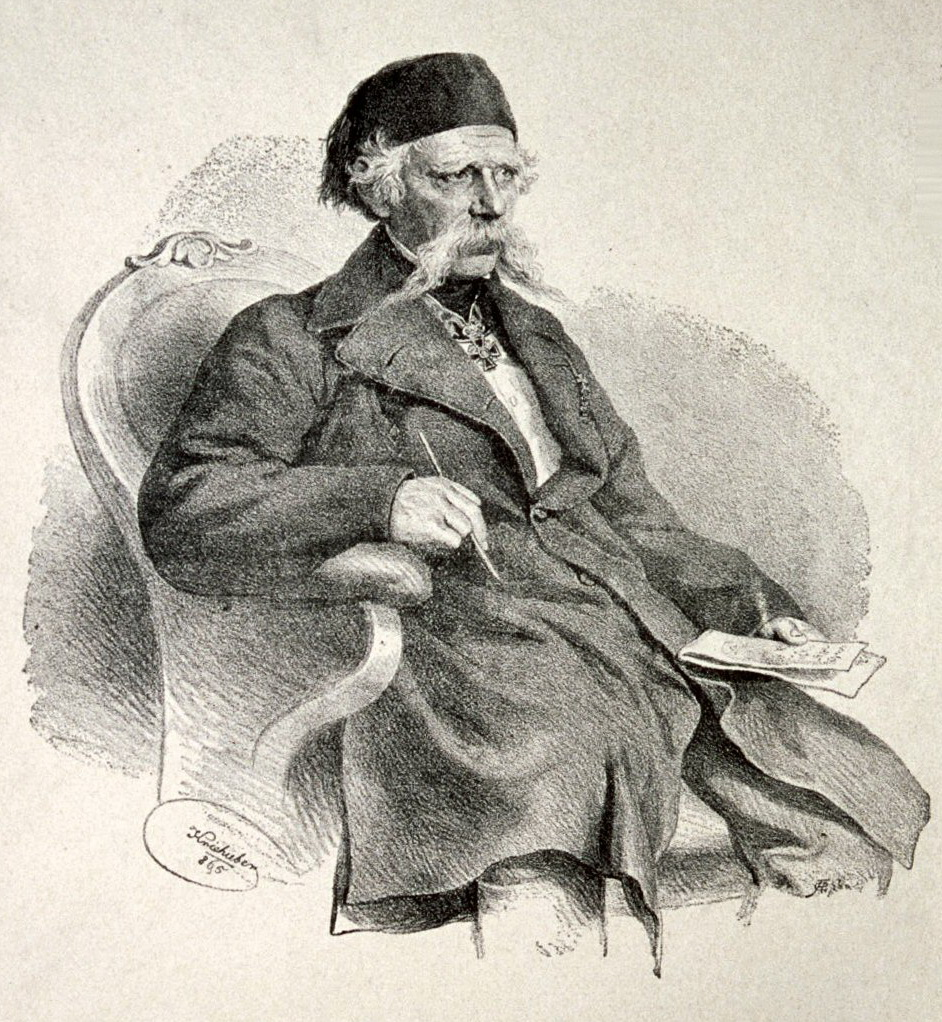
武克·卡拉季奇，1865年由约瑟夫·克里胡贝尔平版印刷

武克在欧洲范围内赢得尊敬。他被多个欧洲学术机构选为会员，包括：
- 柏林研究院会员
- 维也纳研究院会员
- 圣彼得堡研究院会员
- 莫斯科研究院会员
- 哥廷根研究院会员
- 萨格勒布研究院会员
- 贝尔格莱德研究院会员
- 克拉科夫诸社团成员
- 巴黎诸社团成员

他被沙俄和奥匈帝国的君主、普鲁士国王、黑山尼古拉一世和俄罗斯科学院授予勋章。联合国教科文组织宣布武克·卡拉季奇为1787年度人物。武克还被选为萨格勒布荣誉市民，并且获得耶拿大学哲学博士。
1987年Tršić接受了一个综合的彻查作为文化和历史的纪念地。同样，武克的家通往Tronoša修道院的路通车。
武克出生的房子1979年被宣布为特别重要的文化纪念，并受塞尔维亚共和国保护。最近，乡村旅游在Tršić流行起来，许多家庭把他们的房子变成为了招待客人的建筑。以他的生平为基础的电视系列节目被塞尔维亚广播电视台播送。他的画像常见于塞尔维亚的学校。
塞尔维亚初级（6或7岁到14或15岁）或二级（14或15岁到18或19岁）学校的学生，在学年末赢得所有学科最好的成绩，会在他的最后一年被授予“武克·卡拉季奇”文凭，并（在一般用语中）以表现最好的学生的精英群体的一员的代名词“Vukovac”而著称。

## 作品
- Mala prostonarodna slaveno-serbska pesnarica, Beč, 1814
- Pismenica serbskoga jezika, Beč, 1814
- Narodna srbska pjesnarica, II deo, Beč, 1815
- O Vidakovićevom romanu, 1817
- Srpski rječnik istolkovan njemačkim i latinskim rječima, Beč, 1818
- O Ljubibratovićevim prevodima, 1820
- Narodne srpske pripovjetke, Beč, 1821, dopunjeno izdanje, 1853
- Narodne srpske pjesme III, Lajpcig, 1823
- Narodne srpske pjesme II, Beč, 1823
- Luke Milovanova Opit nastavlenja k Srbskoj sličnorečnosti i slogomjerju ili prosodii, Beč, 1823
- Narodne srpske pjesme I, Beč, 1824
- Mala srpska gramatika, Lajpcig, 1824
- Žizni i podvigi Knjaza Miloša Obrenovića, Petrograd, 1825
- Danica I, Beč, 1826
- Danica II, Beč, 1827
- O staroj istoriji, turskoj vladavini, hajudima, 1827
- Žitije Djordja Arsenijevića, Emanuela, Budim, 1827
- Danica III, Beč, 1828
- Prva godina srpskog vojevanja na daije, 1828
- Miloš Obrenović, knjaz Srbije ili gradja za srpsku istoriju našega vremena, Budim, 1828
- Danica IV, Beč, 1829
- Kao srpski Plutarh, ili žitije znatni Srbalja, 1829
- Narodne srpske pjesme IV, Beč, 1833
- Druga godina srpskog vojevanja na daije, 1834
- Danica V, Beč, 1834
- Žitije hajduk-Veljka Petrovića
- Narodne srpske poslovice i druge različne, kao i one u običaj uzete riječi, Cetinje, 1836
- Crna Gora i Crnogorci (na nemačkom), Štutgart, 1837
- Odgovori Jovanu Hadžiću – Milošu Svetiću na njegovne Sitnice jezikoslovne, 1839
- Odgovor na laži i opadanja u „Srpskom ulaku”, 1843
- Pisma Platonu Atanackoviću, Beč, 1845
- Kovčežić za istoriju, jezik i običaje Srba sva tri zakona, Beč, 1849
- Primeri Srpsko-slovenskog jezika, Beč, 1857
- Praviteljstvujušči sovjet serbski za vremena Kara-Djordjijeva, Beč, 1860
- Srpske narodne pesme V, Beč, 1865
- Srpske narodne pjesme iz Hercegovine, Beč, 1866
- Život i običaji naroda srpskog, Beč, 1867
- Nemačko srpski rečnik, Beč, 1872

翻译：
- 《新约全书》

## 语录
写你所说，并读其所写。——现代塞尔维亚语拼写的精髓
塞爾維亞語：
上述语录即使通常归于武克·斯特凡诺维奇·卡拉季奇，事实上它是德国语法学家及哲学家约翰·克里斯多夫·阿德隆提出的正写法准则。卡拉季奇仅仅是通过他的语言改革运用这一准则来推出。这一语录归于卡拉季奇归咎于塞尔维亚、黑山及其余前南斯拉夫国家通常的误解。由于这一事实，贝尔格莱德大学哲学系的入学考试偶尔包含一个关于此语录作者的问题（作为一种复合问题）。
如果人人都尽其所能，国家将不会垮台。
塞尔维亚语：

## 延伸阅读
- Wilson, Duncan. . Oxford: Clarendon Press. 1970. ISBN 0-19-821480-4.
- Popović, Miodrag. . Belgrade: Nolit. 1964.
- Kulakovski, Platon. . Moscow: Prosveta. 1882.
- Stojanović, Ljubomir. . Belgrade: BIGZ. 1924.
- Jovan Skerlić, Istorija Nove Srpske Književnosti/History of New Serbian Literature (Belgrade, 1914, 1921) pages 239-276.
- Karadzic Vuk, Works, book XVIII, Belgrade 1972.